# Ahmet Yıldırım (piłkarz)
Ahmet Yıldırım (ur. 25 lutego 1974 w Amasyi) – turecki piłkarz występujący na pozycji obrońcy.

## Kariera klubowa
Yıldırım seniorską karierę rozpoczynał w 1991 roku w İzmirsporze z 2. Lig. Spędził tam 2 lata. W 1993 roku trafił do ekipy Fenerbahçe SK z Süper Lig. W jego barwach nie rozegrał jednak żadnego spotkania, gdyż został wypożyczony do Samsunsporu, także grającego w Süper Lig. W tych rozgrywkach zadebiutował 31 października 1993 roku w przegranym 0:1 pojedynku z Kayserisporem.
W 1994 roku odszedł do innego pierwszoligowego zespołu, MKE Ankaragücü. Pierwszy ligowy mecz zaliczył tam 14 sierpnia 1994 roku przeciwko Gaziantepspor (1:0). 22 października 1995 roku w wygranym 4:0 spotkaniu z Kocaelisporem strzelił pierwszego gola w Süper Lig. W Ankaragücü występował przez 4 lata.
W 1998 roku Yıldırım został graczem İstanbulsporu, także z Süper Lig. Spędził tam rok, a potem odszedł do Galatasaray SK (Süper Lig). Zadebiutował tam 11 września 1999 roku przeciwko Ankaragücü (5:0). W 2000 roku zdobył z zespołem Puchar UEFA, Superpuchar Europy, mistrzostwo Turcji oraz Puchar Turcji.
W 2001 roku podpisał kontrakt z Beşiktaşem JK, również grającym w Süper Lig. Pierwszy ligowy mecz zaliczył tam 10 sierpnia 2001 roku przeciwko Trabzonsporowi (1:2). W 2003 roku zdobył z klubem mistrzostwo Turcji. W 2005 roku odszedł do Ankarasporu (Süper Lig). Następnie grał w Şekersporze (2. Lig), Malatyasporze (1. Lig) oraz Adanasporze (2. Lig), gdzie w 2009 roku zakończył karierę.

## Kariera reprezentacyjna
W reprezentacji Turcji Yıldırım zadebiutował 12 lutego 2003 roku w zremisowanym 0:0 towarzyskim meczu z Ukrainą. W tym samym roku został powołany do kadry na Puchar Konfederacji. Zagrał na nim w pojedynku ze Stanami Zjednoczonymi (2:1). Tamten turniej Turcja zakończyła na 3. miejscu.
W drużynie narodowej Yıldırım rozegrał w sumie 4 spotkania, wszystkie w 2003 roku. Wcześniej grał też w kadrze Turcji U-21.